# EC-121 워닝스타

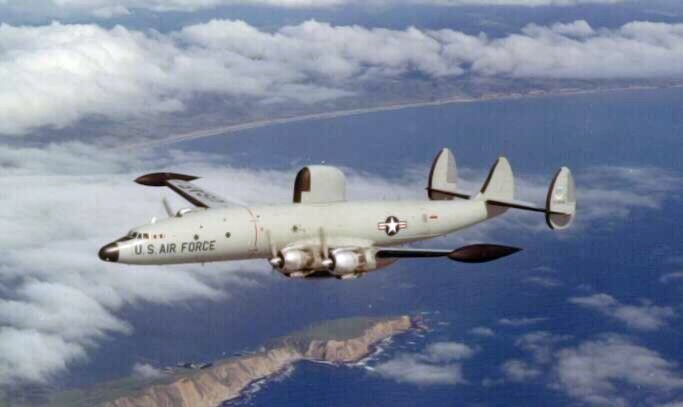
EC-121D

록히드 EC-121 워닝스타(Lockheed EC-121 Warning Star)는 미국의 조기경보기였다. 4발 프로펠러 방식으로 비행한다. 기체 무게는 약 66t이며, 이 중 전자장비의 무게가 약 6t을 차지한다.

## 같이 보기
- EC121 정찰기 격추 사건